# Lepthyphantes buensis
Lepthyphantes buensis là một loài nhện trong họ Linyphiidae.
Loài này thuộc chi Lepthyphantes. Lepthyphantes buensis được Robert Bosmans & Rudy Jocqué miêu tả năm 1983.